# إيغور شميلا
ايغور شميلا (بالألمانية: Igor Chmela) (و. 1971 – م) هو ممثل، وممثل مسرحي، وممثل أفلام من التشيك . ولد في أوسترافا .

## التعليم
تعلم في أكاديمية الفنون التمثيلية

## روابط خارجية
- إيغور شميلا على موقع IMDb (الإنجليزية)
- إيغور شميلا على موقع أول موفي (الإنجليزية)
- إيغور شميلا على موقع قاعدة بيانات الفيلم (الإنجليزية)
- إيغور شميلا على موقع كينوبويسك (الروسية)